# Пітер Каллен
Пітер Каллен (англ. Peter Cullen) - канадський актор озвучування та телебачення. Найбільш відомий глядачеві озвучуванням трансформера Оптімуса Прайма. Також озвучував й інших відомих персонажів, наприклад віслючка Іа-Іа у франшизі «Вінні-Пух».

## Біографія
Каллен народився 28 липня 1941 (за іншими даними - 1 грудня 1944) в Монреалі (Канада), в сім'ї Генрі та Мюріель Калленів. Відвідував католицьку середню школу Регіополіс-Нотр-Дам, яку закінчив у 1963 році. Брат, Ларрі Каллен був капітаном у відставці Корпусу морської піхоти Сполучених Штатів. Саме голос брата надихнув його на створення голосу Оптімуса Прайма.

## Фільмографія

### Фільми
| Рік  |    | Українська назва                                                 | Оригінальна назва                                           | Роль                                      |
| ---- | -- | ---------------------------------------------------------------- | ----------------------------------------------------------- | ----------------------------------------- |
| 1971 | ф  |                                                                  | Tiki Tiki                                                   |                                           |
| 1982 | мф |                                                                  | Heidi's Song                                                | англ. Gruffle                             |
| 1983 | мф |                                                                  | Deck the Halls with Wacky Walls                             | англ. Big Blue                            |
| 1984 | мф |                                                                  | Gallavants                                                  | англ. Antonim                             |
| 1984 | ф  | Подорож скельних прибульців                                      | Voyage of the Rock Aliens                                   | 1359                                      |
| 1984 | ф  | Гремліни                                                         | Gremlins                                                    | Спеціальні вокальні ефекти                |
| 1985 | мф |                                                                  | Robotix                                                     | Додаткові голоси                          |
| 1985 | мф |                                                                  | Bigfoot and the Muscle Machines                             | англ. Arthur Ravenscroft                  |
| 1985 | мф |                                                                  | Rainbow Brite and the Star Stealer                          | Різні персонажі                           |
| 1986 | мф | Вольтрон: Флот смерті                                            | Voltron: Fleet of Doom                                      | Різні персонажі                           |
| 1986 | мф |                                                                  | GoBots: Battle of the Rock Lords                            | англ. Pincher, Tombstone, Stones          |
| 1986 | мф | Мій маленький поні                                               | My Little Pony: The Movie                                   | англ. Grundle, Ahgg                       |
| 1986 | мф | Трансформери: Фільм                                              | The Transformers: The Movie                                 | Оптімус Прайм, Айронхайд                  |
| 1987 | ф  |                                                                  | G.I. Joe: The Movie                                         | англ. Zandar, Nemesis Enforcer, Scientist |
| 1987 | ф  | Хижак                                                            | Predator                                                    | Хижак, голос (в титрах не вказаний)       |
| 1988 | мф | Рок з Джуді Джетсон                                              | Rockin' with Judy Jetson                                    | англ. Gruff, Commander Comsat, Bouncer    |
| 1988 | мф |                                                                  | Yogi and the Invasion of the Space Bears                    | англ. Ranger Roubideux                    |
| 1989 | мф | Вітор: Чемпіон зіркового вогню                                   | Vytor: The Starfire Champion                                | англ. Myzor, Chief Eldor                  |
| 1991 | мф | Маленький відважний паровозик Тіллі                              | The Little Engine That Could (1991 film)                    | англ. Pete, The Cave                      |
| 1997 | мф | Велика пригода Пуха: У пошуках Крістофера Робіна                 | Pooh's Grand Adventure: The Search for Christopher Robin    |                                           |
| 1999 | мф | Вінні Пух: Час дарувати подарунки                                | Seasons of Giving                                           | Іа-Іа                                     |
| 2000 | мф | Тигрикове кіно                                                   | The Tigger Movie                                            | Іа-Іа                                     |
| 2001 | мф |                                                                  | The Book of Pooh: Stories from the Heart                    | Іа-Іа                                     |
| 2001 | мф | Чарівне Різдво у Мікі: Замкнені снігом в Мишачому домі           | Mickey's Magical Christmas: Snowed in at the House of Mouse | Іа-Іа                                     |
| 2002 | мф | Превеселий Новий рік з Вінні                                     | A Very Merry Pooh Year                                      | Іа-Іа                                     |
| 2002 | мф | Планета скарбів                                                  | Treasure Planet                                             | Капітан Натаніель Флінт                   |
| 2003 | мф | Велике Поросяткове кіно                                          | Piglet's Big Movie                                          | Іа-Іа                                     |
| 2004 | мф | Вінні Пух: Веснування з Ру                                       | Springtime with Roo                                         | Іа-Іа                                     |
| 2005 | мф | Вінні та Хобоступ                                                | Pooh's Heffalump Movie                                      | Іа-Іа                                     |
| 2005 | мф | Вінні та Лампі святкують Геловін                                 | Pooh's Heffalump Halloween Movie                            | Іа-Іа                                     |
| 2007 | ф  | Трансформери                                                     | Transformers                                                | Оптімус Прайм                             |
| 2007 | мф |                                                                  | Super Sleuth Christmas Movie                                | Іа-Іа                                     |
| 2009 | мф | Мої друзі Тигрик та Вінні: Мюзикл Великого лісу                  | Tigger & Pooh and a Musical Too                             | Іа-Іа                                     |
| 2009 | ф  | Трансформери 2: Помста полеглих                                  | Transformers: Revenge of the Fallen                         | Оптімус Прайм                             |
| 2011 | ф  | Трансформери 3: Темна сторона Місяця                             | Transformers: Dark of the Moon                              | Оптімус Прайм                             |
| 2013 | мф | Трансформери Прайм: Мисливці на чудовиськ — Повстання Предаконів | Transformers Prime Beast Hunters: Predacons Rising          | Оптімус Прайм                             |
| 2014 | ф  | Трансформери: Час вимирання                                      | Transformers: Age of Extinction                             | Оптімус Прайм                             |
| 2017 | ф  | Трансформери: Останній лицар                                     | Transformers: The Last Knight                               | Оптімус Прайм/англ. Nemesis Prime         |
| 2018 | ф  | Бамблбі                                                          | Bumblebee                                                   | Оптімус Прайм                             |
| 2023 | ф  | Трансформери: Час звіроботів                                     | Transformers: Rise of the Beasts                            | Оптімус Прайм                             |

### Відеоігри
| Рік  | Назва                                        | Роль          |
| ---- | -------------------------------------------- | ------------- |
| 2003 | Piglet's Big Game                            | Йор           |
| 2007 | Transformers: The Game                       | Оптимус Прайм |
| 2007 | Transformers Autobots                        | Оптимус Прайм |
| 2009 | Transformers: Revenge of the Fallen          | Оптимус Прайм |
| 2009 | Transformers Revenge of the Fallen: Autobots | Оптимус Прайм |
| 2010 | Transformers: War for Cybertron              | Оптимус Прайм |
| 2010 | Transformers: Cybertron Adventures           | Оптимус Прайм |
| 2011 | Transformers: Dark of the Moon               | Оптимус Прайм |
| 2012 | Transformers: Fall of Cybertron              | Оптимус Прайм |
| 2012 | Transformers: Prime – The Game               | Оптимус Прайм |
| 2014 | Transformers: Rise of the Dark Spark         | Оптимус Прайм |
| 2015 | Transformers: Devastation                    | Оптимус Прайм |
| 2016 | Transformers: Earth Wars                     | Оптимус Прайм |
| 2019 | Crystal Crisis                               | Оповідач      |
| 2023 | Fortnite                                     | Оптимус Прайм |